# Mikołaj Krupski
Mikołaj Krupski (ur. 25 listopada 1919 w Pialikach, pow. dziśnieński, zm. 19 października 2018 w Warszawie) – generał brygady MO, wieloletni funkcjonariusz organów bezpieczeństwa, m.in. naczelnik Departamentu II MSW PRL, kontrwywiadu.

## Życiorys
Pochodzenia chłopskiego, syn Antoniego i Marii. Służył w Armii Czerwonej (1940 –), m.in. w wojskowym batalionie budowlanym (1941 –). Absolwent szkoły specjalnej (oficerskiej) NKGB w Kujbyszewie (1944). Służbę w polskich organach bezpieczeństwa rozpoczął 16 sierpnia 1944 roku, jako śledczy w Wojewódzkim Urzędzie Bezpieczeństwa Publicznego w Białymstoku. Jeszcze w tym samym roku przeszedł do Miejskiego Urzędu Bezpieczeństwa Publicznego, gdzie przez następny rok sprawował funkcję kierownika Sekcji 7. W 1945 roku przeniesiony do Łodzi, gdzie kolejno został kierownikiem Grupy Operacyjnej przy tamtejszym Powiatowym Urzędzie Bezpieczeństwa Publicznego, kierownikiem Sekcji 8. WUBP, zastępcą kierownika/kier. Wydziału I WUBP, kontrwywiadu. W 1947 roku został naczelnikiem Wydziału VII (śledczego), a następnie Wydziału V (ochrona partii i ugrupowań politycznych) WUBP w Łodzi. Rok później został zastępcą szefa WUBP w Łodzi (1948). Przeniesiony do Bydgoszczy na stanowisko szefa tamtejszego WUBP (1948–1950), następnie w Lublinie (1950–1953).
W 1953 roku został przeniesiony do centrali Ministerstwa Bezpieczeństwa Publicznego w Warszawie, gdzie objął stanowisko zastępcy dyrektora Departamentu III MBP. Po likwidacji MBP i utworzeniu Komitetu ds. Bezpieczeństwa Publicznego w 1954 roku, został kierownikiem Urzędu ds. Bezpieczeństwa Publicznego miasta stołecznego Warszawy, na tym stanowisku pozostał do 1957 roku, kiedy to po kolejnej reorganizacji organów bezpieczeństwa został przeniesiony do Ministerstwa Spraw Wewnętrznych, gdzie przez następne trzy lata pozostawał w dyspozycji Departamentu Kadr i Szkolenia MSW, studiując w Akademii Sztabu Generalnego w Warszawie (1957–1960). Po jej ukończeniu był zastępcą szefa Zarządu Politycznego Wojsk Ochrony Pogranicza (1960–1961), wicedyrektorem Departamentu I MSW, wywiadu (1961–1965), dyr. Departamentu II, kontrwywiadu (1965). W tym czasie M. Krupski przez podwładnych był nazywany „Świętym”, gdyż był fanatycznym, ortodoksyjnym marksistą. Na koniec swojej kariery zawodowej Krupski pełnił funkcję kier. Głównego Inspektoratu MSW PRL (1973–1988). W październiku 1974 na mocy uchwały Rady Państwa PRL został awansowany do stopnia generała brygady MO. Akt nominacyjny wręczył mu w Belwederze przewodniczący Rady Państwa prof. Henryk Jabłoński.
Odznaczony m.in. Orderem Krzyża Grunwaldu III klasy, Srebrnym Krzyżem Zasługi, Medalem 40-lecia Polski Ludowej (1984), Medalem im. Ludwika Waryńskiego (1988) oraz Złotą odznaką honorową „Za Zasługi dla Warszawy” (1966).